# Nathan Myhrvold
Nathan Paul Myhrvold (Seattle, Washington állam, 1959. augusztus 3. –) amerikai műszaki vezérigazgató, majd társalapító a Microsoft szoftvervállalatnál.

## Életpályája
Felsőfokú tanulmányokat a Kaliforniai Egyetemen (Los Angeles), majd Princetoni Egyetemen (New Jersey) folytatott matematikából, űrfizikából, elméleti fizikából, közgazdaságtudományból. PhD doktori vizsgája után egy évet töltött a Cambridge-i Egyetemen posztdoktori ösztöndíjjal Stephen Hawking elméleti fizikus vezetése alatt. Amerikába visszatérve Oaklandben (Kalifornia) megalapította saját szoftverfejlesztő cégét. 1986-ban megvásárolta a Microsoft, Myhrvold 1999-ig itt maradt. 1991-ben megalapította a Microsoft kutatási részlegét, a Microsoft Research-öt. 2000-ben az Intellectual Ventures megalapítója, 2010-ben már 30 000 szabadalmat kezelt az Intellectual Ventures Alap. 2012-ben már az egyik legnagyobb vállalat a Szilícium-völgyben beleértve Microsoft, Apple, Facebook. Már 2011-ben nagy vihart kavart az Intellectual Ventures üzleti gyakorlata, bírálták mint egy szabadalmi trollt.
Az Intellectual Ventures leányvállalata a TerraPower, amelynek célja egy olyan nukleáris reaktor létrehozása, amely biztonságos és olcsó, Bill Gates stratégiája szerint zéró széndioxid-kibocsátás 2050-re. Bill Gates bemutatta ezt a tervet 2010-ben, a terv szerint az üzem természetes vagy szegényített uránnal fog működni 30 évig tankolás nélkül.
Myhrvold küzd a globális felmelegedés/éghajlatváltozás ellen a környezetszennyező savas eső kiküszöbölésére, amelyet főleg az autók kipufogói és a széntüzelésű erőművek bocsátanak a légtérbe.
Nathan Myhrvold díjnyertes természet- és vadvilág fotós is és paleontológiai kutatásokban, múzeumi expedíciókban vesz részt. Számos vezető tudományos folyóiratban publikál (Például: Science/Tudomány, Nature/Természet, Paleobiology/Ősbiológia, PLOS ONE, National Geographic Magazine, etc.). 2013 július 3-án esszét adott közre a Stratégiai terrorizmusról, a terrorizmus megelőzésének lehetőségeiről.
Az üzleti és tudományos életben való részvétele mellett kulináris oklevelet is szerzett Franciaországban. Settle vezető éttermének szakácsával kiadott egy könyvet (Modernist Cuisine: The Art and Science of Cooking) a modern konyhák vezetéséhez, amelyben a főzéshez új technikákat és technológiákat írtak le. A kötet 2011 márciusában jelent meg, első helyet nyert a Memphis grill bajnokságon. Különböző európai nyelvekre is lefordították.

## Társszerzős kötete
- The road ahead[9] / Bill Gates ; with Nathan Myhrvold and Peter Rinearson. London, GB [etc.] : Viking, 1995. XIV, 286 p. ill.[10]

## Díjak, elismerések
- James Madison érem (2005, Princetoni Egyetem)

## Fordítás
- Ez a szócikk részben vagy egészben  a   Nathan Myhrvold című angol Wikipédia-szócikk fordításán alapul.  Az eredeti cikk szerkesztőit annak laptörténete sorolja fel. Ez a jelzés csupán a megfogalmazás eredetét és a szerzői jogokat jelzi, nem szolgál a cikkben szereplő információk forrásmegjelöléseként.
- Ez a szócikk részben vagy egészben  a   Nathan Myhrvold című német Wikipédia-szócikk fordításán alapul.  Az eredeti cikk szerkesztőit annak laptörténete sorolja fel. Ez a jelzés csupán a megfogalmazás eredetét és a szerzői jogokat jelzi, nem szolgál a cikkben szereplő információk forrásmegjelöléseként.